# Alp
 Alp es una localidad y municipio español de la provincia de Gerona, en la comunidad autónoma de Cataluña. Se encuentra situado  en la parte suroriental de la comarca de la Baja Cerdaña, en la frontera francesa, y cuenta con una población de 1728 habitantes (INE 2024). Incluye los núcleos de Masella y La Molina. 

## Geografía
Integrado en la comarca de Cerdaña, se sitúa a 142 kilómetros de la capital provincial. El término municipal está atravesado por la carretera nacional N-260, entre los pK 156 y 172, por la carretera autonómica C-162, que conecta con Das, y por las carreteras locales GI-400 (Puerto de Toses-La Molina-Masella-Alp), GIP-4033 (Alp-Prats) y GIV-4082 (accesoria a la carretera nacional N-260). 
El relieve del municipio es muy montañoso, al encontrarse en los Pirineos catalanes. El término municipal ocupa la mayor parte de la cuenca del río de Alp, afluente por la izquierda del río Segre, que se forma cerca de la estación de La Molina. El valle de este pequeño río pirenaico, separa dos vertientes montañosas, mientras que las montañas del este hacen de límite con la comarca del Ripollés, a la que se accede por el puerto de Toses (1.800 metros de altitud). Por la vertiente norte destacan el collado de la Creu de Maians (2.016 metros), Pla de la Bassa (2.029 metros) o la Montaña del Saltèguet (1.957 metros); por la vertiente sur destacan La Tossa d'Alp (2.537 metros), Puig d'Alp (2.406 metros) o Amorriador de Rus (2.303 metros), pertenecientes a la sierra de Moixeró. La altitud oscila entre los 2537 metros (La Tossa d'Alp) y los 1120 metros a orillas del río de Alp. El pueblo se alza a 1183 metros sobre el nivel del mar. En su territorio están las estaciones de esquí de Masella y La Molina. 
| Noroeste: Fontanals de Cerdanya | Norte: Fontanals de Cerdanya y Puigcerdá | Nordeste: Francia                       |
| Oeste: Das                      |                                          | Este: Toses                             |
| Suroeste: Urús                  | Sur: Bagà (Barcelona)                    | Sureste: Castellar de n'Hug (Barcelona) |

## Comunicaciones
Estación de ferrocarril de la línea Barcelona-Puigcerdà.

## Economía
Agricultura y ganadería. Pistas de esquí (La Molina etc).

## Historia
Alp ya se encuentra documentado como parroquia en el acto de consagración de la Catedral de Urgel. Hacia 863-864 se detuvo el monje Eudald de Conques, acompañado del conde Salomón de Cerdaña, con relíquias de San Vicente de Huesca, diácano de Huesca que a principios del siglo IV fue martirizado en Valencia. Estas reliquias eran trasladadas desde Zaragoza a Castras. Parece que Alp formó parte de la baronía de Urtx, que poseyeron los vizcondes de Cerdaña y después los de Castellbò y también los Urtx, denominados vizcondes de Urtx al traspaso del siglo XI a XII. En el 1316 el rey adquirió de Ramón de Urtx la mayor parte del término de Alp. La que pertenecía a los vizcondes de Castellbò fue dada el 1346 por Ricardo Bernat de Foix a Sicart de Llordat. La parte del rey, dónde había comprendidos los lugares de Saltèguet, Oveja y Segramorta, fue vendida por Pedro III en el 1368 a Jaime de Pallars, señor de Mataplana, el cual en el 1373 la vendió a Juan de Lussana o de Laçana y finalmente el heredero y hermano de este, Pedro, en el 1893, la vendió a la villa de Puigcerdà. De este modo Alp se convirtió en lugar real, de la vaguería de Puigcerdà. 
Al inicio de la década de los años 20 del siglo XX, se creó La Molina la primera estación de esquí de España, y en el año 1911 se celebró la primera competición oficial de esquí en La Molina. 
El año 1922 el tren llegó a La Molina. 
En el año 1967 se creó la estación de esquí de Masella.

## Demografía
Alp cuenta con una población de 1728 habitantes (INE 2024).
| Gráfica de evolución demográfica de Alp entre 1842 y 2021                                                           |
| |
| Población de derecho según los censos de población del INE Población de hecho según los censos de población del INE |

## Monumentos y lugares de interés
Lavadero PúblicoConjunto arquitectónico
Paraje de L'AvetàParaje natural
Paraje de la Font dels OcellsParaje natural
Paraje de la Font del BosquetParaje natural
MasellaParaje natural
La MolinaParaje natural
Fuente de Sant IsidreArquitectura civil
Fuente de La Mare de Déu de la GuiaArquitectura civil
Iglesia de Sant PereTemplo religioso
El río AlpParaje natural
Dolmen del PavordaConjunto arquitectónico
Castillo de SegramortaConjunto arquitectónico
Castillo de La Torre del RíoConjunto arquitectónico
Capilla de la Divina PastoraTemplo religioso

## Cultura
Juegos Florales23 de abril (Sant Jordi)
Fiesta Mayor29 de junio (Sant Pere, patrón de Alp)
Muestra GastronómicaSegunda quincena de julio
Fiesta de Verano15 de agosto
Trobada de esbarts dansairesagosto (Muestra Danzas Populares de la Cerdanya)
Mercado semanalSábado